# George Daniels (Leichtathlet)
George Daniels (George Kofi Daniels; * 8. März 1950; † 13. August 2005 in Cape Coast) war ein ghanaischer Sprinter.
1970 gewann er bei den British Commonwealth Games in Edinburgh Silber in der 4-mal-100-Meter-Staffel. Über 100 m wurde er Fünfter und über 200 m Sechster.
Bei den Olympischen Spielen 1972 in München schied er über 100 m im Vorlauf, über 200 m im Viertelfinale und in der 4-mal-100-Meter-Staffel im Halbfinale aus.
1974 holte er bei den British Commonwealth Games in Christchurch jeweils Silber über 200 m und in der 4-mal-100-Meter-Staffel und wurde Vierter über 100 m.

## Persönliche Bestzeiten
- 100 m: 10,38 s, 25. Januar 1974, Christchurch
- 220 Yards: 20,7 s, 15. Mai 1971, Boulder (entspricht 20,6 s über 200 m)